# Agathis jurassica
«Agathis» jurassica — викопне хвойне дерево, виявлене у Talbragar Fish Beds у Новому Південному Уельсі. Ці пласти були виявлені в 1889 році поблизу пагорбів Farrs Hills у долині річки Талбрагар. Зразки з цієї місцевості були коротко проаналізовані австралійськими палеонтологами після знахідки та опубліковані Р. Етеріджем-молодшим пізніше того ж року. Початкова класифікація визначила Agathis jurassica як Podozamites lanceolatus. Ця назва була закріплена в подальших дослідженнях Волкома в 1921 році, однак у 1981 році Мері Уайт перекласифікувала вид як Agathis jurassica. 1999 року належність до Agathis була піддана сумніву — вид отримав назву Podozamites jurassica. Росила поширена переважно в Південній півкулі з невеликими вкрапленнями в Північній півкулі.

## Опис

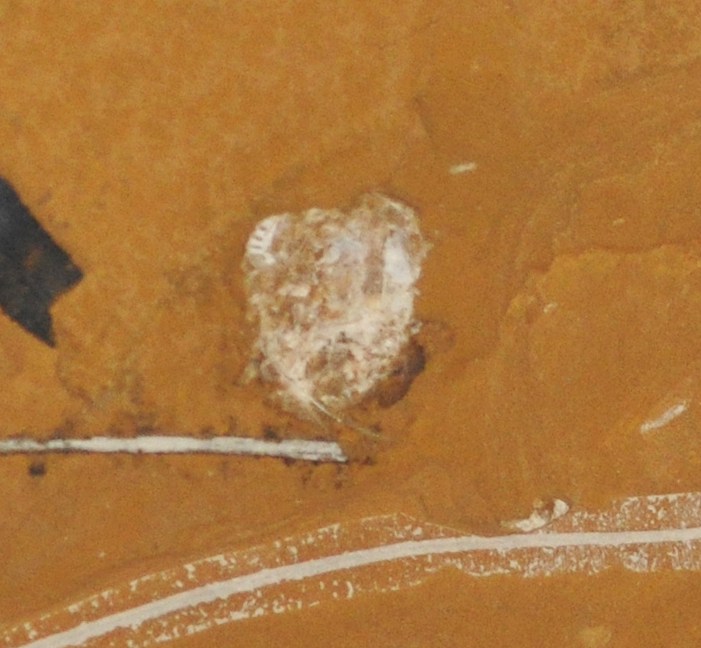
Репродуктивний конус Agathis jurassica

### Листя
- Листки ланцетні, 4–7 см в довжину
- Спіральна філотаксія
- Паралельне жилкування з 5-8 жилками на листі
- Роздуті основи стебла з лускоподібними листками